# Pecados y Milagros
Pecados y Milagros é o sétimo álbum da cantora e compositora mexicana Lila Downs, lançado em 18 de outubro de 2011 pela Columbia Records. O álbum foi produzido por Aneiro Taño, que trabalhou com a cantora em canções como "Palomo del Comalito" e "La Cumbia del Mole"; e por Paul Cohen e Celso Duarte.
O conteúdo do álbum está programado para ser principalmente em espanhol, com algumas músicas em náuatle, sendo 1 de la versão de música em espanhol, além de "Xochipitzahua", Downs define-se o álbum a partir de três correntes: canções latinas, rock e folk. Downs afirmou que este álbum lembra muito de seus álbum anteriores, La Sandunga e La Cantina, e que poderia ser chamado de uma síntese de todo o seu trabalho.
Em México, Pecados y Milagros debutou no Top 10 da Top 100 México, principal parada de álbuns do país, estreando na 7a posição. Porém, o seu melhor desempenho deu-se, como sempre, na tabela da Billboard Top Latin Albums, onde o álbum estreou diretamente na 1a posição, ocupando-a por 6 semanas consecutivas. Mundialmente o álbum já vendeu mais de 300 mil cópias.

## Histórico
Os primeiros rumores sobre a criação do novo álbum surgiram em meados de 2010, na qual ela não só confirma a existência do álbum, como também: a quase finalização deste, bem como suas características musicais e as intenções ao criá-lo. Ainda no mesmo mês, sugeria-se que o nome do álbum em espanhol. Além de "Pecados y Milagros", mais uma parceria da cantora con Paul Cohen (co-responsável por faixas de Lila Downs como Una Sangre, La Cumbia del Mole, Perro Negro, Ojo de Culebra e Silent Thunder, esta última do disco Shake Away), Downs previamente apresentou outra música inédita que vem a ser outra faixa do disco, intitulada "Mezcalito", criada e cantada em parceira com Celso Duarte. No dia 13 de outubro, cinco dias antes da data anunciada, foi divulgada no site oficial da cantora uma notícia em que se poderia fazer uma audição de todas as músicas do álbum na conta do Twitter oficial de Downs, sendo que a filial online alemã deste site inclusive foi uma das primeiras a exibir amostras das faixas, as quais estavam disponíveis na íntegra para descarga desde o dia 15 de outubro. O álbum estreou nos Estados Unidos na 25ª posição na Billboard 200. Esse é considerado um dos melhores albums de Downs, pois mostra ela em um estilo mais clean, e mostra a sua grande mudança e amuderecimento pessoal e na carreira.

### Pecados y Milagros World Tour
A mais nova turnê de Downs, Pecados y Milagros World Tour, é uma turnê que promove os álbuns "Shake Away" de 2008 e "Pecados y Milagros", teve início no dia 5 de novembro de 2011 em Oaxaca de Juárez no México sendo uma turnê mundial. A turnê está com datas marcadas para a América do Norte, América Latina e Europa. Os shows são os mais longos da carreira da cantora, duram em média cerca de duas horas cada, consequência do aumento do repertório de Downs, a turnê também tem uma grande característica a qual é interagir com o público.

## Faixas
| #  | Título                                                                | Compositor(es)                 | Duração |
| -- | --------------------------------------------------------------------- | ------------------------------ | ------- |
| 1  | Mezcalito                                                             | Lila Downs/Paul Cohen          | 4:28    |
| 2  | Tu Cárcel                                                             | Marco Antonio Solis            | 3:44    |
| 3  | Zapata se Queda (Con Totó la Momposina y Celso Piña)                  | Lila Downs/Paul Cohen          | 4:25    |
| 4  | Vámonos                                                               | José Alfredo Jiménez           | 3:32    |
| 5  | Cucurrucucú Paloma                                                    | Tomás Mendez                   | 4:51    |
| 6  | La reyna del Inframundo                                               | Lila Downs/Paul Cohen          | 3:11    |
| 7  | Fallaste Corazón                                                      | Cuco Sánchez                   | 4:45    |
| 8  | Solamente un Día                                                      | Lila Downs/Paul Cohen          | 3:43    |
| 9  | Xochipitzahua                                                         | Dominio Popular                | 1.13    |
| 10 | Palomo del Comalito (La molienda)                                     | Lila Downs/Paul Cohen          | 4:08    |
| 11 | Dios nunca Muere (Con La Banda Tierra Mojada)                         | Macedonio Alcalá/Julián Maqueo | 4:56    |
| 12 | Pecadora (Con Emmanuel Horvilleur, Illya Kuryaki and The Valderramas) | Lila Downs/Paul Cohen          | 4:08    |
| 13 | Cruz de Olvido                                                        | Juan Zaizar                    | 4.49    |
| 14 | Misa Oaxaqueña (Con La Banda Tierra Mojada)                           | Timoteo Cruz Santos            | 3:24    |

## Certificações
| País      | Certificação          |
| --------- | --------------------- |
| Argentina | Ouro (CAPIF)          |
| Colômbia  | Ouro (APDIF Colombia) |
| Grécia    | Ouro (IFPI Grécia)    |
| México    | Platina (AMPROFON)    |
| Espanha   | Platina (PROMUSICAE)  |